# László Moholy-Nagy
László Moholy-Nagy (20. juli 1895 i Bácsborsód, Ungarn – 24. november 1946 i Chicago, Illinois, USA) var en ungarsk billedhugger, maler, formgiver og fotograf.
Moholy-Nagy studerede oprindelig jura, men omkring 1920 arbejdede han i Berlin sammen med El Lisitskij, hvor hans originalitet snart blev opdaget af Walter Gropius, som satte ham til at drive metalværkstedet på Bauhaus. I 1930'erne var han medlem af gruppen Abstraction-Création i Paris samtidig med at han var leder for et nyt Bauhaus i Chicago.
Moholy-Nagys gennemskinnelige Rummoduler har været inspireret af Naum Gabos skulpturelle værker. I lighed med denne interesserede han sig for det dynamiske forhold mellem forskellige former i rummet. 